# Рожкова Катерина Вікторівна
Рожкова Катерина Вікторівна (нар. 27 квітня 1972, Київ) — українська банкірша, перша заступниця Голови Нацбанку України (з 15 червня 2018 року). 

## Життєпис
Закінчила Київський національний економічний університет (1997) за спеціальністю «Фінанси і кредит — банківський менеджмент», магістр ділового адміністрування. Також здобула МВА, закінчивши Міжнародний інститут менеджменту (2002), спеціаліст з управління зовнішньоекономічною діяльністю.
У 1998—2005 рр. працювала в банку «Аваль», пройшла там шлях від економіста до директора фінансового департаменту.
У 2006—2008 рр. заступник голови правління, член правління, відповідальний з фінансового моніторингу, радник голови правління Erste Bank.
У 2008—2009 рр. очолювала департамент безвиїзного банківського нагляду НБУ.
У 2010—2013 рр. заступник голови правління Фінбанку (Одеса).
З 2013 р. заступник голови правління, а з 2014 року по червень 2015 року виконувач обов'язків голови правління Платинум банку.
У 2015—2016 рр. директор департаменту банківського нагляду НБУ.
З 18 січня 2016 р. в.о., з 25 жовтня заступник Голови, з 15 червня 2018 р. перший заступник Голови НБУ. На останню посаду її кандидатуру Раді НБУ запропонував голова Нацбанку Яків Смолій, за словами якого, Рожкова протягом років роботи у НБУ зарекомендувала себе висококваліфікованим топ-менеджером, який бере на себе відповідальність: «Вона успішно завершила очищення банківської системи і забезпечила реалізацію низки стратегічних проектів. Це створило надійний фундамент для перезавантаження банківського сектора та посилення його ролі в підтримці економічного зростання та фінансової стабільності», — заявив він. Ще в березні про те, що Рожкова може стати першим заступником Смолія в Нацбанку, повідомляли Українські новини посилаючись на свої джерела («Смолій „дуже тепло відгукується про Рожкову“ і саме її хоче бачити в якості своєї головної помічниці»).
За 2018 рік Катерина Рожкова задекларувала 3,3 млн гривень зарплати. В 2016 році вона купила годинник OMEGA за 228 тис. гривень, в 2017 — годинник Chopard за 145 тис. гривень, в 2018 — годинник Ulysse Nardin за 260 тис. гривень. Також вона задекларувала готівкою 285 тис. доларів. Рожкова володіє 2 земельними ділянками (1 505 м² і 1 193 кв. м), квартирою в Києві — 99,5 кв. м, дачним будинком в Васильківському районі Київської області — 87,7 кв. м, де в неї також є недобудований будинок, двома гаражами (19,8 і 20,5 кв. м). Володіє автомобілем Honda CRV 2008 року випуску.
У 2020 р. потрапила до рейтингу ТОП-100 успішних жінок України суспільно-політичного журналу “Новое время”. 3 липня 2020 року Рожкова стала виконувати обов'язки голови НБУ. На посаді в.о. голови НБУ пообіцяла не проводити додаткову емісію гривні за вказівкою зверху, а також робити все для збереження інституційної незалежності НБУ.
Розслідування ДБР за фактом розкрадання державних коштів
2 квітня 2021 року у Головному слідчому управлінні Державного бюро розслідувань повідомили, що ведуть слідство щодо, голови НБУ та його двох заступників. При цьому у ДБР відмовилися розголошувати, хто ініціював розслідування, коли воно розпочалось, і на якому етапі перебуває, але газета KyivPost із посиланням на власні джерела повідомила, що йдеться про звинувачення у розкраданні державних коштів та державній зраді, яка полягає у передачі закритої інформації компаніям Kroll Inc., AlixPartners і юридичній фірмі Hogan Lovells и Asters у час, коли відбувалась націоналізація «Приватбанку» у 2016 році. Рожкова заявила, що їй звинувачення від правоохоронних органів не надходили.

## Сім'я
Мати сина та доньки.